# Nimule-Nationalpark
Der Nimule-Nationalpark ist ein Nationalpark im Süden des Südsudans an der Grenze zu Uganda. Er ist 410 km² groß und liegt auf 600 bis 700 m Höhe über dem Meeresspiegel. Er erhielt seinen Namen von der Grenzstadt Nimule. Der Jahresniederschlag schwankt von Jahr zu Jahr zwischen 900 und 1800 mm. 
Der Weiße Nil bildet für etwa 48 km die Ostgrenze dieses Parkes. Weiter östlich schließt sich die im Norden vom Assua-Fluss, im Osten von der Straße zwischen Juba und Nimule begrenzte Pufferzone an. Durch den Nimule-Nationalpark fließt der Kayu, welcher in Uganda entspringt und in den Weißen Nil mündet.
Die Landschaft ist durch hügeliges, teils baumbestandenes Savannenland geprägt. Dieses wird hauptsächlich durch Akazien, Wüstendatteln und die Langfädenart Combretum aculeatum gebildet. Entlang der ständigen oder saisonalen Wasserläufe findet sich Flusswald. Hier wächst die Äthiopische Palmyrapalme sowie die Akazienart Acacia sieberiana. 16 % der Fläche ist von Wald bedeckt, 82 % von Buschland.
Im Nimule-Nationalpark leben Uganda-Kobantilopen, Wasserböcke und einige weitere Antilopenarten sowie Büffel, Flusspferde und Krokodile. Die Elefanten wurden während des Bürgerkrieges wegen ihres Elfenbeins von der lokalen Bevölkerung gejagt, doch laut Angaben von Parkwächtern sind etwa 350 Exemplare aus Uganda eingewandert. Viele Herden anderer Tierarten sind in den Sudd, ein Sumpfgebiet, geflüchtet. 
Es könnten im Nationalpark die in Sudan endemischen Schmetterlinge Capys bamptoni, Charaxes amandae, Chloroselas taposana, Lepidochrysops albilinea, Lepidochrysops nigrita und Leptomyrina sudanica vorkommen. Der Nimule-Nationalpark ist eine Important Bird Area. Er grenzt an zwei weitere IBAs in Uganda, das Mount Kei Forest Reserve und das Mount Otzi Forest Reserve.
Der Nimule-Nationalpark wurde 1935 als Game Reserve eingerichtet und 1954 zum Nationalpark erklärt. Er litt stark unter Wilderei, wodurch unter anderem das Breitmaulnashorn in dieser Gegend ausgerottet wurde. Die 190 Parkwächter, viele davon frühere Soldaten der SPLM, teilen sich 20 automatische Schusswaffen, einen Jeep und zwei Motorräder.
Laut Ende 2007 verkündeten Plänen soll der Nimule-Nationalpark als erstes Schutzgebiet in Südsudan nach dem Bürgerkrieg für den Ökotourismus eingerichtet werden. Hierzu wurde bereits ein aus der Kolonialzeit stammendes Hotelgebäude renoviert.